# Пожешка котлина
Пожешка котлина је котлина у западној Србији. Средиште котлине се налази у Пожеги, али она обухвата и делове општина Ужице, Косјерић, Лучани, Ариље и Чачак. Ова котлина представља прво проширење у композитној долини Западне Мораве, и на њу се наставља Овчарско-кабларска клисура.

## Географске и геолошке одлике
Котлина се простире између 43° 42′ и 43° 58′ северне географске ширине и 19° 44′ и 20° 14′ источне географске дужине. Границе су одређене на следећи начин:
- на северу је ограничавају падине Оровице (850 m) и Лорета (841 m), након којег прелази долину Скрапежа, и наставља се Бобијом (696 m) и Црнокосом, све до изворишне челенке Лужнице;
- на западу десно развође Лужнице до Трешњице, Шереља (651 m) и Пјевиног гроба (557 m), прелази Ђетињу, све до Благаје (846 m);
- на југу границе наставља Благајом до Барјакове стене, где прелази Голијску Моравицу, и обухвата долине Краваричке реке и Бјелице;
- на истоку, граница се простире венцем Јелице до Овчара (985 m), где прелази Западну Мораву и пење се на Каблар (929 m).

Читава котлина се простире у правцу северозапад-југоисток и дужине је 54 km, a ширине 14 km, и неправилног елипсастог облика. Средња надморска висина котлине износи 400 m. Централни део котлине испресецан је токовима Скрапежа, Лужнице, Ђетиње, Голијске Моравице и Западне Мораве. У котлини се могу издвојити три основне области: котлинско дно, које је скоро потпуно заравњено, благо нагнуте котлинске стране и стрми ободни делови.

### Геолошке одлике
Котлинско дно се састоји од алувијалних шљункова, пескова и глина, у чијој се подини налазе миоценски неогени седименти. Ниже котлинске стране су обложене миоценским лапорцима, доломитима, песковима и пешчарима (села Висибаба, Горобиље, Бакионица и нижи делови Лужнице). Виши обод је изграђен на Лорету и Благаји од тријаских кречњака; на Црнокоси и на западном ободу Лужнице од филита, мермера и шкриљаца јуре; на десној обали Бјелице од кредних седимената и флиша, у вишим деловима миоценски лапоровити кречњаци, а на врху Јелице су палеозојски шкриљци и филити.

### Постанак Пожешке котлине
Снажним орогеним покретима у олигомиоцену, простор западног Балканског полуострва је наборан, чиме настају Динарске планине. Пошто се простор данашње Пожешке котлине налазио на ободу тог антиклиноријума, његова висина је била нешто нижа: између 440 и 460 m надморске висине. Котлина је постојала и пред наилазак језерске трансгресије, али је била доста плића и одвојена од Чачанске котлине само ниским пинепленом Јелице, а сматра се и да је пре динарске орогенезе овде постојало плитко језеро. Снажним раседом који је пролазио дуж Ђетиње, овај простор је разломљен, и растављени су Овчар и Каблар, што је омогућило отицање река ка истоку. Цвијић је на овом простору утврдио читаву серију абазионих тераса, почевши од Дунава, па све до подножја Златибора. Од нарочитог значаја су Мачкатска абразиона површ, југозападно од Ужица, и површ Метаљка, између Ужица и Косјерића, који су формирани током последње морске фазе у доњем плиоцену. Велики клифови Мачкатске површи, који су представљали обале током морске фазе, констатовани су испод Овчара и изнад Гугља. Тај басен се простирао од Ражане, северно од Косјерића, па све до Ивањице, а вода је отицала клисуром која се постепено отварала између Овчара и Каблара. Смањивањем нивоа Паноноског мора долази и до смањења нивоа воде у Пожешком језеру, које се дели на више мањих језера: око Косјерића, на простору Средње Добриње, у долини Лужнице и у Драгачеву. Као последица динарске орогенезе, долази до издизања Овчара и Каблара, што је приморало Западну Мораву да врши појачано усецање и да гради клисуру. Насупрот том издизању, дошло је до спуштања дна Пожешке котлине.

### Климатске одлике
Многи климатски фактори попут географске ширине, надморске висине, бројност речних токова, експозиција ка југу, условили су умереноконтиненталну климу са елементима субхумидне и микротермалне климе. Средња годишња температура у Пожеги износи 9,5 °C, са јануаром као најхладнијим месецом (-2.9 °C) и јулом као најтоплијим (19.5 °C), а током зимских месеци је специфична температурна инверзија, која може да доведе до тога да температура у Пожеги падне на републички минимум. У зимским месецима преовлађују северни и западни ветрови, због постајања поља високог ваздушног притиска у унутрашњости и поља ниског ваздушног притиска над Средоземљем. Током хладнијих јесењих и зимских дана, овде се јавља струјање у правцу исток-запад, тј. слабији интензитет кошаве који се овде зове устока, и доноси суво и стабилно време. Падавина има током читаве године, највише крајем пролећа и почетком лета (мај 82 mm, јун 83 mm, јул 89 mm), а најмање у фебруару (44 mm). Средња годишња количина износи 764 mm, тј. у просеку 63,7 mm месечно. Пожега је позната и по великој облачности и магли; најмања облачност је у августу (33%), а највећа у јануару и децембру (70%). Магле су честе и дуго трају; највише их је у пролеће и јесен, када су и падавине најчешће. У пролеће оне почињу у зору и трају до 10 или 11 h, а у јесен и дуже. Преко лета их има само када је испаравање велико. Магле су честе јер је Пожешка котлина затворена депресија са многим рекама, и оне повољно утичу на кукуруз и воће, а неповољно на пшеницу. По записивању трговца Миливоја Јовичића осамдесетих година XIX века, једне године је било 230 магловитих дана.
Пре Првог светског рата, Скрапеж је редовно плавио Пожешко поље, због обешумљености слива. Између два рата, његов ток је регулисан, а након Другог светског рата и токови његових притока Бакионичког и Ерића потока. Ђетиња је дубоко усекла своје корито, тако да она не плави, осим 1896. године када су се све три главне реке излиле. У Голијску Моравицу се са десне стране улива Краваричка река; у Ђетињу се са десне стране улива Годовичка река, а са леве стране Скрапеж; највећа притока скрапежа је Лужница, са десне стране, а од левих притока се издвајају Добрињска река и Градња. Спајањем Ђетиње са леве и Голијске Моравице са десне стране настаје Западна Морава, у коју се улива Бјелица.